# 브란트휘파람쥐
브란트휘파람쥐(학명: Parotomys brantsii)는 설치류의 일종이다. 보츠와나와 나미비아, 남아프리카공화국에서 발견된다. 자연 서식지는 아열대 또는 열대 기후 지역의 건조 관목 지대와 목초지이다.